# Сангтуда (район Рудаки)
Сангтуда́ (тадж. Сангтӯда) — село в районе Рудаки Республики Таджикистан. Входит в состав джамоата (сельской общины) Гулистон района Рудаки.
Находится недалеко от г. Душанбе, на расстоянии 22 км от райцентра (пгт. Сомониён) и 2 км от центра общины (село Гулистон).
Население — 3932 чел. (2017).